# Marko Simonović
Marko Simonović (cyrillique serbe : Марко Симоновић), né le 30 mai 1986 à Pristina, en République socialiste de Serbie, est un joueur et entraîneur serbe de basket-ball. Il évolue au poste d'ailier.

## Biographie
En juillet 2020, Simonović revient à l'Étoile rouge de Belgrade avec laquelle il signe un contrat de deux saisons.
En juillet 2022, l'Étoile rouge nomme Vladimir Jovanović (en) au poste d'entraîneur. Simonović qui vient de prendre sa retraite de joueur devient un des adjoints de Jovanović,. En novembre 2022, Jovanović est licencié par l'Étoile rouge et Simonović quitte aussi le poste d'adjoint.

## Palmarès
- Champion du Monténégro 2009, 2010, 2011
- Vainqueur de la Coupe du Monténégro 2009, 2010, 2011
- Vainqueur de la Coupe de Serbie 2013, 2014, 2021, 2022
- Champion de Serbie 2016, 2017 et 2021
- Vainqueur de la Ligue adriatique 2021

Il remporte deux médailles internationales avec la sélection de la Serbie :
- Médaille d'argent aux Jeux olympiques de 2016.
- Médaille d'argent à la coupe du monde 2014 en Espagne.
- Vainqueur de l'Universiade d'été de 2009